# Stanîșivka, Jîtomîr
Stanîșivka (în ucraineană Станишівка) este localitatea de reședință a comunei Stanîșivka din raionul Jîtomîr, regiunea Jîtomîr, Ucraina.

## Demografie
Componența lingvistică a localității Stanîșivka
     Ucraineană (92,61%)
     Rusă (6,71%)
     Alte limbi (0,25%)
Conform recensământului din 2001, majoritatea populației localității Stanîșivka era vorbitoare de ucraineană (92,61%), existând în minoritate și vorbitori de rusă (6,71%).